# Pointe de Kerners
La pointe de Kerners est une presqu'île du golfe du Morbihan, sur la commune d'Arzon (Morbihan).

## Géographie
Située sur la presqu'île de Rhuys, la pointe de Kerners s'étend dans l'axe nord-sud. Elle est longue d'environ 800 mètres, sur 870 mètres dans la plus grande largeur. 
Elle fait face à Hent Tenn une des îles du golfe du Morbihan située à 300 mètres à l'ouest.